# 20366 Bonev
20366 Bonev este un asteroid din centura principală de asteroizi.

## Descriere
20366 Bonev este un asteroid din centura principală de asteroizi. A fost descoperit pe 23 mai 1998 la Stația Anderson Mesa în cadrul programului LONEOS. Asteroidul prezintă o orbită caracterizată de o semiaxă mare de 2,75 ua, o excentricitate de 0,18 și o înclinație de 9,4° în raport cu ecliptica.